# Landschaftsschutzgebiet Wörbke / Diestelbach

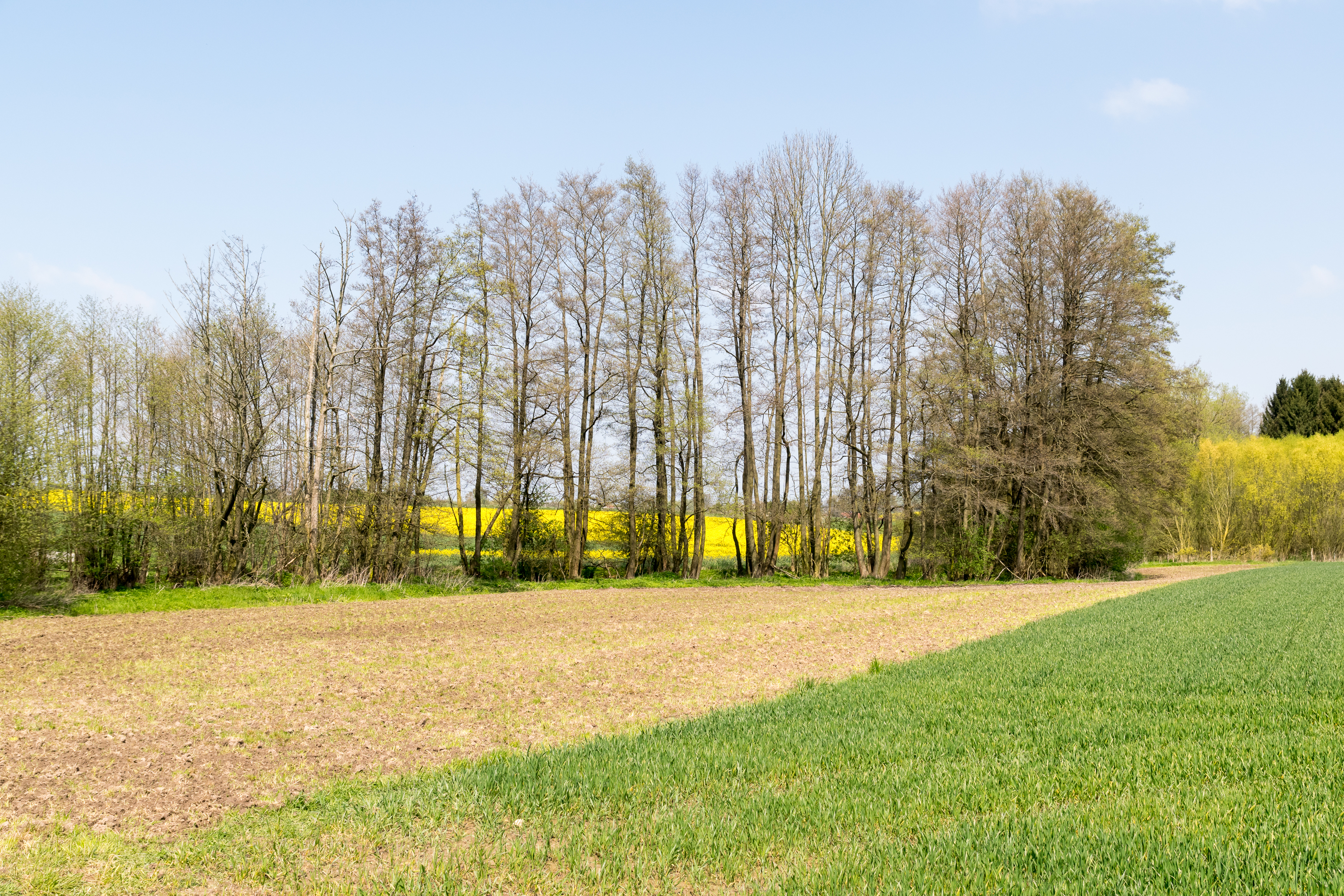
Landschaftsschutzgebiet Wörbke / Diestelbach

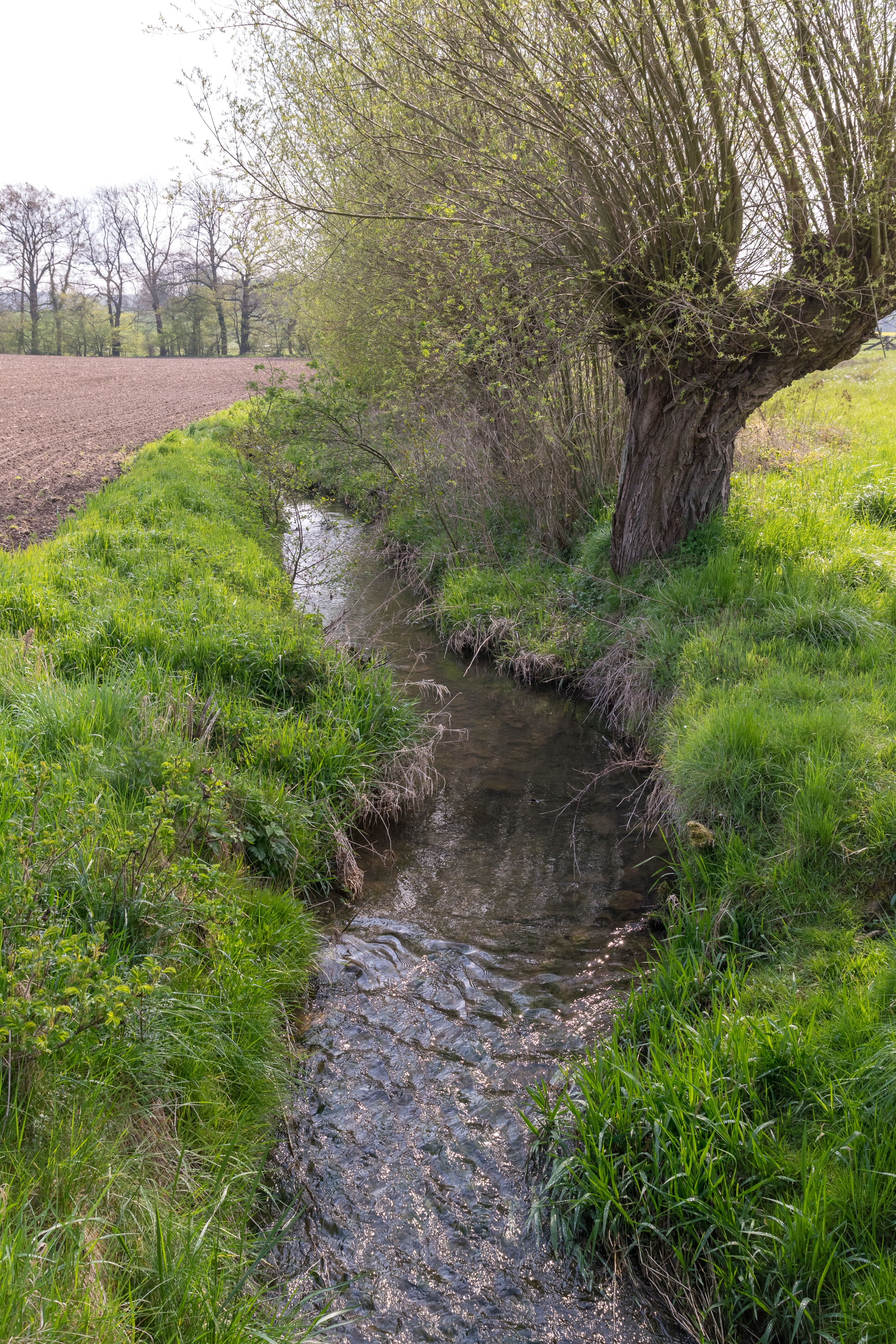
Wörbke

Das Landschaftsschutzgebiet Wörbke / Diestelbach mit etwa 50 ha Flächengröße liegt südwestlich von Diestelbruch im Stadtgebiet von Detmold. Es wurde 2006 mit dem Landschaftsplan Detmold durch den Kreistag des Kreises Lippe als Landschaftsschutzgebiet (LSG) ausgewiesen. Das LSG grenzt an die Bebauung von Diestelbruch.

## Beschreibung
Das LSG umfasst die naturnahen Bachläufe des Diestelbaches und der Wörmke. Der Diestelbach gehört vom westlichen Rand von Diestelbruch verläuft in südwestliche Richtung bis zu seiner Mündung in die Wörbke zum Schutzgebiet, wobei der erste Abschnitt bis Meiersfeld überwiegend begradigt ist und dann relativ naturnah ist. Die Wörbke entspringt im Leistruper Wald Buchen-Fichten-Mischwäldern innerhalb des LSG. Es gehören Quellbereichen mit drei namenlosen Bächen und angrenzendes Feuchtgrünland zum LSG. Teilweise sind die Bäche von Erlen-Ufergehölzen gesäumt. Die Wörbke verläuft außerhalb des Waldes mäandrierend. Im Offenland stockt eine gut Kopfbaumreihe an der Wörbke. In der Bachaue befinden sich Feuchtwiesen und Röhrichte, wobei die Feuchtwiesen teils brachgefallen sind.
in der Aue. Kurz vor der Einmündung des Diestelbaches in Wörmke liegt ein Teich südlich des Baches.

## Schutzzwecke für das LSG
Laut Landschaftsplan erfolgte die Ausweisung des LSG
- „zur Erhaltung und Wiederherstellung der Leistungsfähigkeit des Naturhaushaltes in ökologisch besonders wertvoll strukturierten Bereichen mit Wasser-, Klima- und Biotopschutzfunktionen,“
- „zur Erhaltung und Wiederherstellung von Quellbereichen und naturnahen Fließgewässern, Wald- und Grünlandbereichen unterschiedlicher Feuchtestufen, Feldgehölzen, Hecken und Obstwiesen,“
- „zur Erhaltung morphologisch ausgeprägter Bereiche zur Sicherung der landschaftlichen Eigenart und Vielfalt für die Erholung,“
- „zur Erhaltung wertvoller Biotopkomplexe aus Wald-Grünlandbereichen, Fließgewässern und Quellen sowie Biotopen nach § 62 LG mit wichtigen Refugial-, Puffer-, Trittstein- und Vernetzungsfunktionen,“
- „zur Erhaltung und Wiederherstellung wichtiger Rückzugsräume für die bedrohte Tier- und Pflanzenwelt,“
- „zur Sicherung der das Orts- und Landschaftsbild gliedernden und belebenden und die dörflichen Siedlungsstrukturen prägenden Freiraumelemente.“[1]

## Rechtliche Vorschriften
Im Landschaftsschutzgebiet ist unter anderem das Errichten von Bauten und Fischteichen verboten. Grün- und Brachland darf nicht in eine andere Nutzungsart umgewandelt oder umgebrochen werden.